# Edmund Oskar von Lippmann

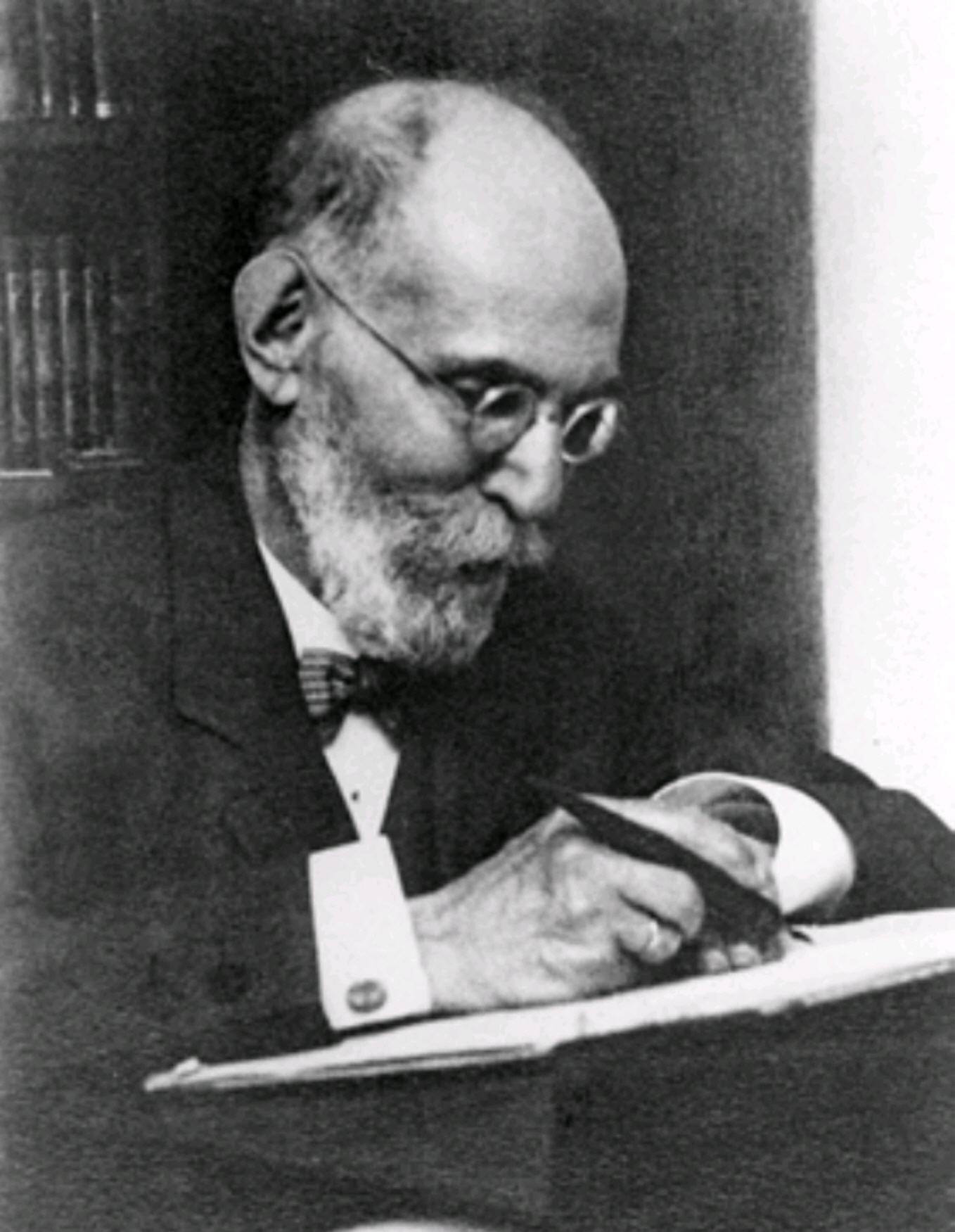
Edmund Oskar von Lippmann (etwa 1920)

Edmund Oskar von Lippmann (* 9. Januar 1857 in Wien; † 24. September 1940 in Halle (Saale)) war ein deutscher Chemiker, Zuckertechnologe und Wissenschaftshistoriker. Von 1890 bis 1926 leitete er in Halle eine der größten Zuckerfabriken in Deutschland. Mit grundlegenden Lehr- und Handbüchern über die Zuckerchemie sowie zur Kulturgeschichte der Zuckerrübe und des Zuckers erwarb er sich hohes internationales Ansehen.

## Leben und Wirken
Edmund O. von Lippmann, Sohn eines Zuckerfabrikanten, studierte seit 1874 Chemie am Polytechnikum (ETH) Zürich und seit 1877 an der Universität Heidelberg. Dort promovierte er 1878 unter der Ägide des Chemikers Robert Bunsen mit der Dissertation Der Zucker, seine Derivate und sein Nachweis. 1881 wurde Lippmann Direktor der Zuckerraffinerie in Duisburg und 1884 Direktor der neu erbauten Zuckerfabrik Rositz bei Altenburg. 1890 übernahm er die technische Leitung der Zuckerraffinerie in Halle (Saale), die er mit relativ geringen Mitteln zu einer der größten und leistungsfähigsten Zuckerfabriken in Deutschland ausbaute. Als erfahrenem Industriechemiker gelang ihm die Entwicklung neuer Raffinationsverfahren für die Zuckergewinnung. 1926, in seinem 70. Lebensjahr, trat er in den Ruhestand. Als 1933 Fragebögen zur Feststellung jüdischer Vorfahren ausgegeben wurden, trat er von seinem Lehrauftrag zurück. Nachdem er den Fragebogen dann doch ausgefüllt hatte, wurde ihm 1935 die Lehrbefugnis entzogen. 1940 starb Lippmann an den Folgen eines Verkehrsunfalls.
Neben seiner Tätigkeit als Raffineriedirektor war Lippmann gleichzeitig ein äußerst produktiver Forscher auf den Gebieten der Zuckerchemie, der chemischen Technologie und der Chemiegeschichte. Er publizierte etwa zweihundert wissenschaftliche Arbeiten, darunter mehrere Lehr- und Handbücher. Zu seinen bedeutendsten Buchveröffentlichungen gehört das Werk Die Zuckerarten und ihre Derivate (1882), das in der dritten Auflage (1904) mit einem Gesamtumfang von mehr als 2000 Druckseiten unter dem Titel Die Chemie der Zuckerarten erschienen ist. Es galt über mehrere Jahrzehnte als das maßgebende Standardwerk auf dem Gebiet der Zuckerchemie.
Von den wissenschaftshistorischen Werken Lippmanns sind hervorzuheben: Geschichte des Zuckers, seiner Darstellung und Verwendung, seit den ältesten Zeiten bis zum Beginne der Rübenzuckerfabrikation (Erstauflage 1890) und Geschichte der Rübe (Beta) als Kulturpflanze von den ältesten Zeiten an bis zum Erscheinen von Achard’s Hauptwerk (1809) (Erstauflage Berlin 1925). Beachtenswert von den umfangreicheren chemiehistorischen Publikationen sind seine Abhandlungen und Vorträge zur Geschichte der Naturwissenschaften (zwei Bände, 1906, 1913) und das dreibändige Werk Entstehung und Ausbreitung der Alchemie (1919, 1931, 1954). Lippmann hat seine wissenschaftshistorischen Arbeiten sorgfältig dokumentiert und eingebettet in die allgemeine Kulturgeschichte. Sie fanden in der Fachwelt hohe Anerkennung.
Für seine wissenschaftlichen Leistungen wurden Lippmann hohe Ehrungen zuteil. Preußen verlieh ihm 1901 als erster Persönlichkeit in nichtstaatlicher Stellung den Titel Professor. Von 1926 bis 1933 hielt Lippmann als Honorarprofessor für Geschichte der Naturwissenschaften Vorlesungen an der Universität Halle (Saale). Die Preußische Akademie der Wissenschaften zu Berlin verlieh ihm 1919 die Silberne Leibniz-Medaille und die Deutsche Gesellschaft für Geschichte der Medizin, Naturwissenschaft und Technik 1926 die Sudhoff-Medaille. Außerdem war Lippmann Mitglied der Deutschen Akademie der Naturforscher Leopoldina zu Halle (Saale) (seit 1898), korrespondierendes Mitglied der Sächsischen Akademie der Wissenschaften (seit 1930), Ehrendoktor der Technischen Hochschule Dresden, der Universität Halle (Saale) und der Universität Rostock, sowie Ehrenmitglied aller deutschen und mehrerer ausländischen Vereinigungen der Zuckerindustrie.
Ein Sohn von Edmund von Lippmann und seiner Frau Rose Lippmann war der Arzt Richard von Lippmann (* 1884).

## Veröffentlichungen (Auswahl)
- Die Zuckerarten und ihre Derivate. Verlag Vieweg, Braunschweig 1882; 2. Auflage ebenda 1895; 3. Auflage ebenda 1904. Die 2. und 3. Auflage erschienen jeweils in zwei Bänden unter dem Titel Die Chemie der Zuckerarten.
- Geschichte des Zuckers, seiner Darstellung und Verwendung, seit den ältesten Zeiten bis zum Beginne der Rübenzuckerfabrikation. Ein Beitrag zur Kulturgeschichte. Verlag Hesse, Leipzig 1890 (Digitalisierte Ausgabe der Universitäts- und Landesbibliothek Düsseldorf); 2. Auflage: Verlag Julius Springer, Berlin 1929; Neudruck der Ausgabe von 1929 mit Ergänzungen und Nachträgen, Verlag M. Sändig, Niederwalluf bei Wiesbaden 1970.
  - Nachträge und Ergänzungen zur Geschichte des Zuckers. (2 Teile) In: Zeitschrift des Vereins für die Deutsche Zuckerindustrie. 1934, S. 806 ff., und 1938, S. 359 ff.
- Die Entwicklung der deutschen Zuckerindustrie von 1850 bis 1900. Festschrift zum fünfzigjährigen Bestande des Vereins der Deutschen Zuckerindustrie. Verlag Hesse & Becker Leipzig 1900.
- Chemisches und Alchemisches aus Aristoteles. In: Archiv für Geschichte der Medizin. Band 2/3, 1910/1912, S. 234–300.
- Abhandlungen und Vorträge zur Geschichte der Naturwissenschaften. 2 Bände. Verlag Veit, Leipzig 1906–1913 (Band 1: Digitalisat; Band 2: Digitalisat).
- Thaddaeus Florentinus (Taddeo Alderotti) über den Weingeist. Durchgesehen von Karl Sudhoff. In: Sudhoffs Archiv. Band 7, 1914, S. 379–389.
- Entstehung und Ausbreitung der Alchemie. Mit einem Anhange: Zur älteren Geschichte der Metalle. Ein Beitrag zur Kulturgeschichte. 3 Bände. Verlag Julius Springer, Berlin 1919.
  - Nachdruck dieser Ausgabe: Georg Olms Verlag, Hildesheim 1978; Band 2 mit dem Zusatz Ein Lese- und Nachschlagebuch. Verlag Julius Springer, Berlin 1931 (Digitalisat); Band 3, herausgegeben von Richard von Lippmann, Verlag Chemie, Weinheim 1954.
- Zeittafeln zur Geschichte der organischen Chemie. Ein Versuch. Verlag Julius Springer, Berlin 1921.
- Beiträge zur Geschichte der Naturwissenschaften und der Technik. Band 1. Verlag Julius Springer, Berlin 1923; Band 2, herausgegeben von Richard von Lippmann, Verlag Chemie, Weinheim 1953.
- Geschichte der Rübe (Beta) als Kulturpflanze von den ältesten Zeiten an bis zum Erscheinen von Achard’s Hauptwerk (1809). Festschrift zum 75 jährigen Bestande des Vereins der Deutschen Zuckerindustrie. Verlag Julius Springer, Berlin 1929. – Neudruck dieser Ausgabe mit Nachträgen und Ergänzungen: Verlag M. Sändig, Niederwalluf bei Wiesbaden 1971.
- Die Geschichte des Wismuts zwischen 1400 und 1800. Ein Beitrag zur Geschichte der Technologie und Kultur. Verlag Julius Springer, Berlin 1930.
- Geschichte der Magnetnadel bis zur Erfindung des Kompasses (gegen 1300). Verlag Julius Springer, Berlin 1932. Ein Versuch, alle Thesen zu widerlegen, die die Erfindung des Kompasses den Chinesen zuschreiben und dafür in Nordeuropa ansiedelt.
- Urzeugung und Lebenskraft. Zur Geschichte dieser Probleme von den ältesten Zeiten an bis zu den Anfängen des 20. Jahrhunderts. Verlag Julius Springer, Berlin 1933.
- Erinnerungen aus meinem Leben, 1857–1937. Handschriftlicher Nachlass von E. O. von Lippmann. Ausgewählte Abschnitte herausgegeben von Guntwin Bruhns. In: Zuckerindustrie. Band 107–119, 1982–1994.